# Мой друг (альбом)
«Мой друг» — второй мини-альбом российской пауэр-метал группы «Арктида», который вышел на лейбле Metalism Records 27 декабря 2012 года.

## Об альбоме
3 сентября 2012 года группа сообщила, что по личным трагическим обстоятельствам в группе временно не сможет участвовать вокалист Сергей Лобанов, его сессионно заменит Михаил Нахимович («Чёрный Кузнец»). 13 сентября группа выпустила новую песню «Светило посреди планет» с вокалом Сергея Лобанова. 28 сентября по причине нехватки времени группу покинул гитарист Алексей Подгорный. 6 ноября вышел сингл «Моя империя». 1 декабря к группе присоединились гитарист Дмитрий Черников и барабанщик Владимир Алёшкин. 26 декабря вышел сингл «Истины свет». Песня раннее вышла на метал-опере группы «Эпоха» «Молот ведьм», и была заново перезаписана группой «Арктида» в новой версии. 27 декабря вышел мини-альбом «Мой друг», в который вошли синглы «Светило посреди планет», «Моя империя», «Истины свет» и совсем новые песни. 29 декабря в Москве состоялась презентация данной пластинки.

## Список композиций
| №                   | Название                 | Текст песни                | Музыка                             | Длительность |
| ------------------- | ------------------------ | -------------------------- | ---------------------------------- | ------------ |
| 1.                  | «Клятва»                 | В. Лебедев                 | В. Лебедев, Д. Машков, Д. Бурлаков | 4:56         |
| 2.                  | «Истины свет»            | И. Коротышёв               | Д. Машков, И. Коротышёв            | 5:24         |
| 3.                  | «Мой друг»               | В. Лебедев, Т. Белянчикова | Д. Машков                          | 3:40         |
| 4.                  | «Дождь»                  | Т. Белянчикова             | Д. Машков                          | 4:17         |
| 5.                  | «Светило посреди планет» | Т. Белянчикова             | Д. Машков                          | 3:39         |
| 6.                  | «Моя империя»            | В. Лебедев                 | Д. Машков                          | 4:09         |
| Общая длительность: | Общая длительность:      | Общая длительность:        | Общая длительность:                | 26:04        |

## Участники записи

### Основной состав
- Сергей Лобанов — вокал
- Василий Смолин — бас-гитара
- Дмитрий Машков — клавишные, вокал (2)[источник не указан 3806 дней]

### Приглашённые участники
- Василий Кошелев — гитара
- Александр Овчинников — ударные
- Михаил Нахимович — вокал (2—4)
- Юлиана Савченко — вокал (2)[источник не указан 3806 дней]